# Amerila rubripes
Amerila rubripes är en fjärilsart som beskrevs av Walker 1864. Amerila rubripes ingår i släktet Amerila och familjen björnspinnare. Inga underarter finns listade i Catalogue of Life.